# Salempur
Salempur è una suddivisione dell'India, classificata come nagar panchayat, di 16.906 abitanti, situata nel distretto di Deoria, nello stato federato dell'Uttar Pradesh.